# Тимон и Пумба
Тимон и Пумба (на английски: Timon and Pumbaa) са анимационни герои, които участват във филмите за Цар лъв на компанията „Уолт Дисни“. Във филмите Тимон се озвучава от Нейтън Лейн, а Пумба – от Ърни Сабела. В България двамата герои се озвучават съответно от Георги Стоянов и Георги Спасов.

## Цар лъв
За първи път героите са представени в първия филм от 1994 г. Тимон (сурикат) и Пумба (брадавичеста свиня) живеят безгрижно в своята джунгла, когато срещат самотното лъвче Симба, чийто баща (царят Муфаса) е убит от своя злонамерен брат – Скар. Тимон и Пумба отглеждат лъвчето, докато то пораства. С помощта на своите приятели и симпатичната Нала, Симба побеждава злия си чичо и става цар на „Лъвските земи“.

## Цар лъв 2: Гордостта на Симба
Във втората част Тимон и Пумба са се установили в „Лъвските земи“ и помагат на Симба при отглеждането на дъщеря му Киара. Те учат приятеля на Киара Кову как да се забавлява – нещо, което той е забравил след години на възпитание в омраза. По-късно Тимон и Пумба се включват в битката срещу отмъстителната майка на Кову.

## Цар лъв 1/2
В третата част на „Цар Лъв“ се разказва за произхода на Тимон и историята на запознанството му с Пумба. Тимон живее под земята, заедно със своите събратя, но си мечтае за по-добро място, където няма да се крие постоянно от хиени. След като напуска дома си, той среща насекомоядното прасе Пумба. Пумба няма дом, а всички животни странят от него заради неговите неприятни газове. Двамата стават най-добри приятели и тръгват да търсят заедно своята „Хакуна Матата“ – „Без Грижи“. Откриват джунглата от своите мечти, а впоследствие и нов добър приятел – лъвчето Симба.
Има създаден и анимационен сериал за Тимон и Пумба от компанията Уолт Дисни. В България сериалът е излъчван по БНТ 1 през 90-те години на 20 век и в първите години на 21 век със синхронен дублаж в рубриката „Уолт Дисни представя“. От края на октомври 2011 г. се излъчва най-новият сезон по Disney Channel с разписание всеки делник от 09:30.